# Alenka Kürner
Alenka Kürner, slovenska alpska smučarka, * 31. januar 1986, Radovljica. 
Leta 2005 je osvojila naslov slovenske državne prvakinje v kombinaciji, ob tem je bila še dvakrat druga in enkrat tretja v slalomu. Edinkrat je nastopila v svetovnem pokalu 23. januarja 2005, ko je na slalomu za Zlato lisico odstopila. Na tekmah za pokal FIS je bila devetkrat na stopničkah, sedemkrat v slalomu in dvakrat v superveleslalomu.